# Nina de Vries

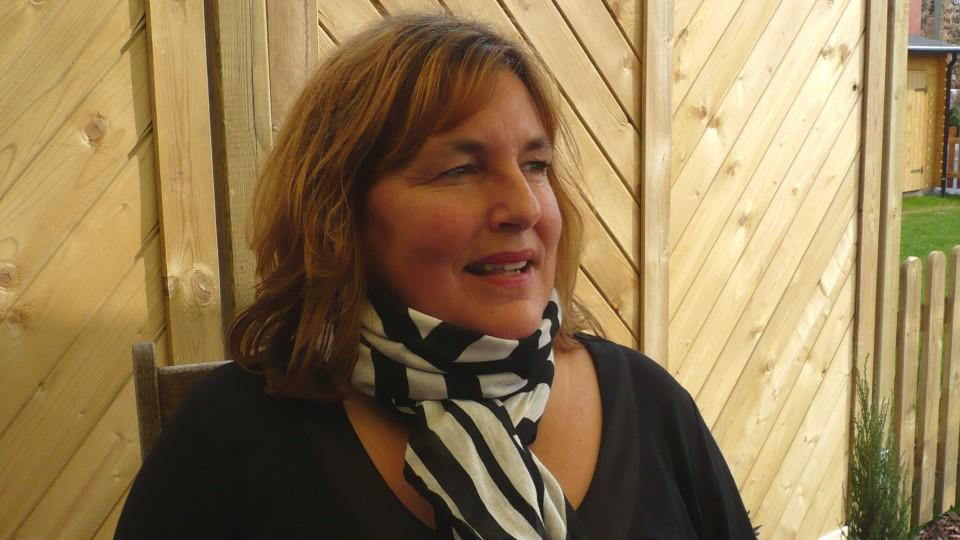
Nina de Vries (2015)

Nina de Vries (geboren 21. Januar 1961 in IJmuiden, Niederlande) ist eine niederländische Sexualassistentin, die seit 1990 in Deutschland lebt und arbeitet. Sie unterscheidet zwischen den Begriffen der Sexualassistenz und der Surrogatpartnerschaft, die gemeinhin synonym verwendet werden. Den Schwerpunkt ihrer Tätigkeit hat sie im Lauf der Jahre auf die Arbeit mit erheblich beeinträchtigten Menschen und die Aus- und Fortbildung von Sexualassistenten verlagert. Daneben betreut sie Einrichtungen der Altenpflege ebenso wie jene, in denen Menschen mit Beeinträchtigungen verschiedener Art ein neues Zuhause gefunden haben.

## Werdegang
Nina de Vries ist Kind politisch engagierter Eltern. Früh schon waren ihr Amnesty International ein Begriff und Anti-Kriegs-Demonstrationen vertraut. Ihr Vater war Lehrer, die Mutter Hausfrau. Ihre Mutter nahm sich das Leben, als de Vries 16 Jahre alt war – ein „Moment, der ihren Lebensweg entscheidend geprägt hat“. Sie war 17 Jahre alt und durch den Tod der Mutter aus dem Gleichgewicht geraten, als sie im holländischen Fernsehen eine Reportage über die dort sogenannten „sex helpers“ sah. Tief berührt erinnerte sie das an jene Clowns, die unter anderem versuchen, sterbenskranken Kindern auf ihrem Weg in den Tod ein wenig Freude zu bereiten. Noch aber ahnte sie nicht, dass diese Begegnung mit Menschen, die der Hoffnungslosigkeit und Verzweiflung ihrer Mitmenschen furchtlos entgegentreten, für sie selbst zur Weichenstellung werden sollte: dass sie zu einer Kämpferin für die sexuelle Selbstbestimmung jener werden würde, die sich selbst nicht helfen können.
Nina de Vries ist in Amersfoort zur Schule gegangen. Ihr Abitur hat sie 1979 in Arnheim abgelegt und danach in Leeuwarden Sozialarbeit studiert. Sie lebte einige Jahre in einer buddhistisch orientierten Wohn- und Arbeitsgemeinschaft, hat sich von ihrem damaligen Interesse an dieser Art von Spiritualität jedoch später wieder entfernt. Gleichwohl fließen bis heute buddhistische Elemente in ihre Arbeit ein. Noch in den Niederlanden machte sie eine Ausbildung in Körperarbeit und Sexualpädagogik.
1990 hat Nina de Vries ihren Lebensmittelpunkt zunächst nach Berlin und später nach Potsdam verlegt. Seitdem lebt und arbeitet sie dort, wenn ihre Unterstützung nicht an anderem Ort gefragt ist. Zunächst war sie künstlerisch tätig, unter anderem im Bereich Grafik und Bildhauerei. 1992 hat sie ihre Tätigkeit als Erzieherin in einem Rehabilitationszentrum aufgenommen und dort für ein Jahr gearbeitet. Dadurch kam sie erstmals in Kontakt mit Behinderten.

## Wirken
Nina de Vries gilt als „Pionierin der Sexualassistenz“. Ende der 1990er Jahre nahm sie ihre Arbeit als Sexualassistentin auf und hat sich seitdem kontinuierlich fortgebildet. Wichtigste Lehrer sind ihr jedoch jene, die ihre Dienste in Anspruch nehmen.

„Wenn ich meine Klienten treffe, will ich sie kennenlernen. Ich will sie nicht als Betroffene wahrnehmen und bemitleiden, sondern ihnen auf Augenhöhe begegnen. […] Diese vielen Inklusionsbemühungen, die jetzt aufkommen, entstehen zum Teil aus Mitleid und einem schlechten Gewissen heraus. Sie müssen mal einen Tag im Rollstuhl durch die Gegend fahren, dann werden Sie merken, wo wir gesellschaftlich wirklich stehen.“

Inzwischen arbeitet de Vries in erster Linie mit mehrfach behinderten Menschen, mit Autisten und Menschen mit erheblichen kognitiven oder dementiellen Störungen. Daneben engagiert sie sich in der Ausbildung, um Qualitätsstandards auf den Weg zu bringen. Dabei seien ihr Flexibilität, Sensibilität, Respekt und Wahrhaftigkeit unverzichtbar. Unter anderem hat sie 2004 im Auftrag der Fachstelle für Behinderung und Sexualität (FABS) in Basel ein halbes Jahr lang zehn Sexualtherapeuten beiderlei Geschlechts ausgebildet. Daneben bietet sie Coaching für Organisationen an, die sich für die sexuelle Selbstbestimmung der Menschen engagieren.
Regelmäßig wird de Vries von verschiedenen Institutionen um Vorträge oder Workshops zu den Themen Sexualität und Behinderung oder Sexualität und Alter gebeten. Wissenschaftliche Fachgesellschaften engagieren sie ebenso wie Wohnheime für Behinderte oder Altenpflegeeinrichtungen, die beginnen, sich diesem, weitgehend tabuisierten Thema anzunähern. Ihre Auftraggeber finden sich bevorzugt in Deutschland, Österreich und der Schweiz. Auf dem 4. Altenpflegekongress 2010 gab sie ein Interview, das seitdem auf YouTube zur Verfügung steht.
Als sie mit ihrer Arbeit der Sexualassistenz und Fortbildung begann, war sie über die Resonanz in Deutschland „überrascht, denn in den Niederlanden geht man offener damit um. ‚Sex Helpers‘ sind dort schon seit den Siebzigerjahren aktiv. Hier ist es bis heute tabuisiert.“ Auch würden in Deutschland, anders als in den Niederlanden, „sehr wenige Fragen gestellt“. Das beginnt, sich zu ändern. So finanziert die Bundeszentrale für gesundheitliche Aufklärung (BZgA) seit 2014 ein Forschungsprojekt, das der Frage nachgeht, „wie behinderte Menschen in Wohneinrichtungen in ihrer sexuellen Selbstbestimmtheit unterstützt werden können“. Für das Modellprojekt unter dem Namenskürzel ReWiKs, das für „Reflexion, Wissen, Können“ steht, gab es zwei Förderphasen. Die erste mit einer Laufzeit von 2014 bis 2018 stand unter Leitung eines Teams aus dem Sonderpädagogen Sven Jennessen und den beiden Professorinnen Barbara Ortland von der Katholischen Hochschule NRW und Kathrin Römisch von der Evangelischen Hochschule Bochum. Die zweite mit einer Laufzeit von 2019 bis 2022 steht unter der Leitung von Jennessen, der 2017 von der Universität Koblenz-Landau an das ‘Institut für Rehabilitationswissenschaften‘‘ der Humboldt-Universität Berlin wechselte. Das Forschungsprojekt der zweiten Förderphase widmet sich mit drei Projektmodulen der Frage, wie die sexuelle Selbstbestimmung von Menschen mit Lernschwierigkeiten in besonderen Wohnformen der Eingliederungshilfe verbessert und erweitert werden kann.

## Sexualassistenz
Das Bemühen um Assistenz für Menschen, die mit ihrer Sexualität aufgrund verschiedener Beeinträchtigungen konkrete Hilfe benötigen, hat ein Berufsbild hervorgebracht, das de Vries Sexualbegleitung oder Sexualassistenz nennt. Auf der Fachmesse Integra für Pflege, Therapie und Rehabilitation in Wels (Österreich), auf der sie ihr Ausbildungskonzept vorstellte, gab sie eine Definition für diesen Beruf:

„SexualbegleiterInnen sind Frauen und Männer, die aus einer gesunden und bewussten Motivation heraus, Menschen mit einer körperlichen, seelischen/psychischen oder geistigen Beeinträchtigung/Behinderung Hilfestellungen zum Erleben ihrer Sexualität anbieten und dies zu ihrem Beruf machen. Sie ermöglichen Menschen, die auf Grund ihrer Situation (u. a. Krankheit, Unfall, Biographie) eine behutsame, kreative Annäherung auf dem Gebiet der Sexualität brauchen, ein intimes, sinnliches und erotisches Erlebnis und vermitteln ihnen ein positives Körpergefühl. […] Sie achten Menschen mit Behinderung als gleichwertig.“

Sexualassistenz ist eine „Erfahrungsmöglichkeit“. Auf diese einfache Formel bringt de Vries ihr Berufsbild. Mit der Assistenz werde, ähnlich der Prostitution, eine bezahlte sexuelle Dienstleistung angeboten. Die Haltung, mit der dieser Dienst erbracht werde, sei jedoch eine andere und sofern möglich, werde Hilfe zur Selbsthilfe angestrebt. Anders als bei der Prostitution sei bei der Sexualassistenz intensive Beziehungsarbeit nicht nur mit der Klientel, sondern auch mit den sie betreuenden Personen notwendig. Dies schaffe besondere Voraussetzungen für diesen Beruf und sei in der Ausbildung entsprechend zu berücksichtigen. Erstmals hat de Vries Sexualbegleiterinnen und -begleiter im Jahr 2002 am Institut zur Selbst-Bestimmung Behinderter (ISBB) ausgebildet.

„Manche ihrer Kolleginnen nennen sich Berührerin, das klingt poetischer, weniger nach Prostitution. Nina de Vries hat da keine Scheu. ‚Was ich tue, ist eine sexuelle Dienstleistung ebenso wie die Prostitution, auch wenn es natürlich Unterschiede gibt. Ich bin nichts Besseres‘, sagt sie. Die tiefe Überzeugung, nichts Besseres zu sein, ist so etwas wie der Grundpfeiler ihrer Arbeit, auch im Umgang mit ihren Klienten.“

Den Unterschied zwischen Sexualassistenz und  Surrogatpartnerschaft sieht de Vries auf verschiedenen Ebenen. Einerseits stellt sich in ihrem Verständnis ein Sexualassistent seinem Klienten nicht als „Ersatzpartner“ zur Verfügung, sondern geht eine sehr persönliche, individuell gestaltete Beziehung ein. Sie ist von einer Liebesbeziehung verschieden. Nina de Vries nennt das eine „Begegnung“ – mit Menschen, „die nicht berechnend sind, weil sie nicht berechnend sein können“. Zum anderen verfolgt die Sexualassistenz keine therapeutischen Ziele, sondern will Menschen zur sexuellen Selbstbestimmung verhelfen, die ohne Hilfe den Weg dorthin nicht finden.
Die Selbstbestimmung ihrer Klientel steht im Vordergrund. „Wenn jemand eine Stunde lang nur meine Hand auf seinem Bauch haben möchte, ist das auch okay. Für einen Autisten kann es eine Höchstleistung sein, das zuzulassen!“

## Schriften
- Nina de Vries: Lust leben statt Leiden schaffen – Sexualassistenz für Menschen mit einer Beeinträchtigung. In: Bundesverband evangelische Behindertenhilfe (Hrsg.): Orientierung. „stattlich, prächtig, stark bewegt“ – Voller Stolz und Leidenschaft, Nr. 2, 2009 (beb-orientierung.de [abgerufen am 10. November 2016]).
- Mitwirkung bei: Ingrid Ewering, Silvia Gartinger, Anke Hennig, Jörg Hinderberger, Ulrike Jocham, Corina Rott-König, Christoph Schmidt: Heilerziehungspflege in besonderen Lebenslagen gestalten. In: Jeanne Nicklas-Faust, Ruth Scharringhausen (Hrsg.): Heilerziehungspflege. Band 2. Cornelsen, Berlin 2011, ISBN 978-3-06-450304-5 (cornelsen.de).